# Diogo Jota
Diogo Jota (bürgerlich Diogo José Teixeira da Silva; * 4. Dezember 1996 in Massarelos; † 3. Juli 2025 bei Cernadilla, Spanien) war ein portugiesischer Fußballspieler. Der Offensivakteur stand zuletzt von 2020 bis zu seinem Tod beim FC Liverpool unter Vertrag und war A-Nationalspieler.

## Karriere

### Vereine
Diogo Jota wechselte 2013 vom Gondomar SC in die Jugendabteilung des FC Paços de Ferreira. Dort kam er ab der Saison 2014/15 für die erste Mannschaft in der Primeira Liga zum Einsatz. In der Spielzeit 2015/16 entwickelte er sich zum Stammspieler und erzielte in der Liga 12 Tore bei 31 Einsätzen.
Zur Saison 2016/17 wechselte Diogo Jota zu Atlético Madrid in die spanische Primera División und unterschrieb dort einen Fünfjahresvertrag. Atlético Madrid verlieh ihn direkt für ein Jahr an den FC Porto weiter. Dort erzielte er am 1. Oktober 2016 beim 4:0-Auswärtssieg gegen Nacional Funchal drei Tore. Die Spielzeit 2017/18 spielte Diogo Jota auf Leihbasis bei den Wolverhampton Wanderers. Der Portugiese war auf Anhieb Leistungsträger und trug mit 17 Treffern in 44 Ligaspielen maßgeblich zum Aufstieg der Mannschaft in die Premier League bei. Nach Saisonende wurde er fest verpflichtet und bestätigte anschließend auch in der höchsten englischen Spielklasse in den beiden anschließenden Spielzeiten 2018/19 und 2019/20 seine Leistungen.
Im September 2020 wechselte Diogo Jota zum Ligakonkurrenten FC Liverpool, bei dem er einen langfristigen Vertrag unterschrieb. In seinen ersten neun Ligaspielen für Liverpool erzielte er fünf Tore, ehe er ab Dezember 2020 etwa zweieinhalb Monate verletzt ausfiel und erst im März 2021 wieder auf den Platz zurückkehrte. Insgesamt gelangen ihm unter Trainer Jürgen Klopp in der Spielzeit 2020/21 in 19 Ligaspielen neun Treffer. In der anschließenden Saison 2021/22 erhielt Diogo Jota mehr Spielzeit und trug in der Liga mit 15 Toren in 35 Spielen zur Vizemeisterschaft der Mannschaft bei. Zudem gewann er mit Liverpool den FA Cup, wobei er im Finale gegen den FC Chelsea einen der Elfmeter im Elfmeterschießen verwandelte, sowie darüber hinaus auch den EFL Cup, ebenfalls nach einem Finalsieg im Elfmeterschießen gegen den FC Chelsea. In der UEFA Champions League zog er mit dem Team in dieser Saison ebenfalls ins Finale ein, wo man jedoch Real Madrid unterlag. In den folgenden Spielzeiten fiel er des Öfteren für jeweils einige Zeit verletzt aus; nach sieben Treffern in 22 Ligaspielen in der Saison 2022/23 konnte Diogo Jota 2023/24 mit zehn Toren in 21 Ligaspielen jedoch wieder eine zweistellige Trefferzahl erreichen. 2024 gewann er mit dem Team zudem erneut den Ligapokal. Nach dem Trainerwechsel von Jürgen Klopp zu Arne Slot im Sommer 2024 kam Diogo Jota in der Saison 2024/25 in 26 Spielen zum Einsatz, in denen ihm sechs Tore gelangen. Am Saisonende wurde er mit dem Verein englischer Meister und gewann damit seinen vierten Titel mit dem Klub. In seinen fünf Jahren in Liverpool bestritt Diogo Jota wettbewerbsübergreifend insgesamt 182 Pflichtspiele und erzielte 65 Tore.

### Nationalmannschaft
Diogo Jota spielte am 12. November 2014 beim 2:1-Sieg gegen Wales erstmals für die portugiesische U19-Nationalmannschaft. Insgesamt erzielte er in neun Einsätzen fünf Tore. Am 17. November 2015 debütierte er beim 3:0-Sieg gegen Israel in der U21-Auswahl. Zur Vorbereitung auf die Olympischen Sommerspiele 2016 in Rio de Janeiro absolvierte Diogo Jota am 28. März 2016 ein Spiel für die U23-Nationalmannschaft gegen Mexiko und erzielte beim 4:0-Sieg die Führung, wurde jedoch später nicht in den finalen Kader für das Turnier berufen.
Im März 2019 wurde Diogo Jota von Nationaltrainer Fernando Santos erstmals in die A-Nationalmannschaft berufen und gehörte auch beim Gewinn der UEFA Nations League im Juni 2019 gegen die Niederlande zum Kader Portugals, ohne dort zum Einsatz zu kommen. Am 14. November 2019 debütierte er schließlich im EM-Qualifikationsspiel gegen Litauen als Einwechselspieler in der A-Nationalmannschaft und kam dort in den anschließenden Spielen regelmäßig zum Einsatz. 2021 war er Teil des portugiesischen Kaders für die Europameisterschaft und stand dort in allen vier Turnierspielen in der Startaufstellung, ehe die Mannschaft im Achtelfinale gegen Belgien ausschied. Die Weltmeisterschaft 2022 in Katar verpasste er verletzungsbedingt. 2024 nahm Diogo Jota erneut an einer Europameisterschaft teil und kam bei dem Turnier in Deutschland in drei von fünf Spielen bis zum Viertelfinale zum Einsatz, in welchem die Mannschaft gegen Frankreich ausschied. Sein letztes Länderspiel bestritt er im Juni 2025 im Finale der UEFA Nations League gegen Spanien, das Portugal im Elfmeterschießen für sich entscheiden konnte. Insgesamt bestritt er somit 49 Länderspiele, in denen ihm 14 Tore gelangen.

## Erfolge
Vereine
- Englischer Meister: 2025 (FC Liverpool)
- Englischer Pokalsieger: 2022 (FC Liverpool)
- Englischer Ligapokalsieger (2): 2022, 2024 (beide FC Liverpool)
- Aufstieg in die Premier League: 2018 (Wolverhampton Wanderers)

Nationalmannschaft
- UEFA-Nations-League-Sieger: 2025

## Tod und Nachwirkungen
In der Nacht zum 3. Juli 2025 verunglückte Diogo Jota im Alter von 28 Jahren auf der A-52 bei Cernadilla während einer Fahrt von Porto ins spanische Santander. Von dort wollte er mit der Fähre nach Portsmouth übersetzen und in Liverpool zu den Vorbereitungen seines Vereins auf die neue Saison eintreffen. Nach einem Eingriff an der Lunge einige Wochen zuvor vermied Jota auf ärztlichen Rat die Druckschwankungen eines Fluges. Die Guardia Civil gab an, dass an dem gemieteten Sportwagen, einem Lamborghini Huracán, beim Überholen eines anderen Fahrzeugs ein Reifen platzte, woraufhin der Wagen von der Straße abkam und in Brand geriet, ohne dass sich die Insassen befreien konnten. Zudem erklärte sie, dass die ersten Ermittlungsergebnisse eine deutliche Überschreitung der zulässigen Geschwindigkeit nahelegen und Jota aller Wahrscheinlichkeit nach selbst am Steuer des Fahrzeugs saß.
Diogo Jota war seit dem 22. Juni 2025 verheiratet und hinterlässt neben seiner Frau drei gemeinsame Kinder. Sein im Jahr 2000 geborener Bruder André, Fußballspieler des portugiesischen Zweitligisten FC Penafiel, kam mit ihm ums Leben. Am 5. Juli 2025 wurden Jota und sein Bruder in ihrem Heimatort Gondomar beigesetzt.
In Folge des Unfalls gab der FC Liverpool bekannt, dass zu Ehren Jotas dessen Trikotnummer „20“ nicht mehr vergeben wird.
Am 17. Juli 2025 gaben die Wolverhampton Wanderers die Aufnahme Jotas in die Hall of Fame bekannt.

## Name
Der Namensbestandteil „Jota“ ist lediglich ein Spitzname und rührt von der portugiesischen Bezeichnung für den Buchstaben „J“ her. In seiner Jugend gab es etliche Mitspieler mit den Namen „Silva“ und „Diogo“, sodass er zur Unterscheidung an seinen ersten Vornamen den ersten Buchstaben seines zweiten Vornamens („José“) anhängte. Diese Kombination wird portugiesisch [diˈɔɡuˈʒɔtɐ] ausgesprochen und unter ihr wurde der Spieler auch international bekannt.